# Božidar Špišić
Božidar Špišić (Sziszek, 1879. szeptember 6. – Zágráb, 1957. augusztus 31.), horvát ortopéd orvos, egyetemi tanár, a Zágrábi Egyetem rektora. A horvát ortopédia és az ortopédiai rehabilitáció megalapítója.

## Élete és munkássága
Orvosi tanulmányait Grazban végezte, ahol 1904-ben az általános orvostudomány doktorává avatták. Az ortopédiának szentelte magát, és Németország és Ausztria legnevesebb ortopédusainál tanult. 1908-ban visszatért Zágrábba, ahol magán ortopédiai intézetet alapított. Ez volt az első ilyen intézet Délkelet-Európában, mely a későbbi szerteágazó ortopédiai szolgálat alapja volt. A balkáni háborúk és az első világháború idején sikeres ortopédiai szolgálatot szervezett fogyatékosok rehabilitálására. 1915-ben megalapította az első Ortopédiai Kórházat ortopédiai műhellyel és fogyatékkal élők iskolájával. 1922-ben magántanárként adjunktusi állást kapott, és a Zágrábi Egyetem Orvosi Karán kezdett tanítani, ahol megalapította az Orvostudományi Kar Ortopédiai Tanszékét. 1933-től a kar rendes professzora, két alkalommal pedig dékánja volt. Az 1943/44-es ciklusban az egyetem rektora volt. 1930-tól a Jugoszláv Tudományos és Művészeti Akadémia levelező tagja volt. 1930-ban kezdte meg munkáját a šalatai Ortopédiai Klinika, amely azonban csak 1940-ben készült el teljesen felszerelve. 1946-ban vonult nyugdíjba. Különösen a születési rendellenességek és a nyomorék gyerekek gondozása foglalkoztatta. Ő volt az első horvát ortopédiai tankönyv szerzője (Ortopédia, 1952).